# Ново Село Ласињско
Ново Село Ласињско је насељено место у општини Ласиња, Карловачка жупанија, Република Хрватска.

## Историја
Ново Село Ласињско се од распада Југославије до августа 1995. године налазило у Републици Српској Крајини. До територијалне реорганизације у Хрватској насеље се налазило у саставу бивше велике општине Вргинмост.

## Становништво
Насеље је према попису становништва из 2011. године имало 108 становника.
| Националност       | 1991.       |
| Хрвати             | 80 (87,91%) |
| Срби               | 8 (8,79%)   |
| Југословени        | 1 (1,09%)   |
| остали и непознато | 2 (2,19%)   |
| Укупно             | 91          |